# 東建コーポレーション
東建コーポレーション株式会社（とうけんコーポレーション、英: Token Corporation）は、日本の建設会社。JPX日経中小型株指数の構成銘柄の一つ。

## 概要
1976年に「東名商事株式会社」として設立され、「東名リース建設」を経て現社名となる。当初は貸店舗建設中心の企業であったが、その後賃貸アパート・賃貸マンションの建設に転換した。
土地所有者向けのアパート・マンション経営代行サービスに加え、「ホームメイト」のブランド名で入居仲介サービスのチェーンも展開している。これら主力事業のほか、グループ会社に住宅設備機器メーカーのナスラック、子会社にゴルフ場関連事業を抱え、2003年には三重県多度町（現在の桑名市）にある多度カントリーを買収し、「東建多度カントリークラブ・名古屋」とした他、岐阜県可児市にある富士カントリー塩河倶楽部の買収で「東建塩河カントリー倶楽部」として運営している。東建多度カントリークラブ・名古屋では東建ホームメイトカップも行われる。
また、2017年には本社ビル1階に「刀剣コレクションルーム名古屋・丸の内」（現「刀剣ワールド名古屋・丸の内」）を開館したほか、2019年2月に竣工した高級賃貸マンションの栄タワーヒルズに「名古屋刀剣ワールド」（名古屋刀剣博物館）を2024年5月1日に開館した。

## 沿革
- 1974年（昭和49年）9月 - 創業者の左右田鑑穂（そうだ かんすい　本名左右田稔）が愛知県刈谷市野田町下松にて東名商事を創業[2]。土地所有者向けリース建築事業を開始[2]。
- 1976年（昭和51年）
  - 7月 - 株式会社東名商事を設立。宅地建物取引業法による建設大臣登録(1)第2669号を屋号 東名商事より継承。
  - 11月 - 建設業法による愛知県知事登録(一般－51)第6301号を取得[2]。
- 1977年（昭和52年）7月 - 建築士法による一級建築士事務所を愛知県知事登録(い)第6078号により取得[2]。
- 1979年（昭和54年）
  - 1月 - 本社を愛知県刈谷市松栄町に移転。
  - 2月 - 建設業法による建設大臣登録(特－53)第8469号を取得[2]。
- 1990年（平成2年）
  - 3月 - 株式会社東名商事から東名リース建設株式会社へ商号変更[2]。
  - 8月 - 名古屋市昭和区に株式会社東通エィジェンシーを設立（現在、名古屋市中区に移転）[2]。（現・連結子会社）
- 1992年（平成4年）
  - 5月 - 東名リース建設株式会社から東建コーポレーション株式会社へ商号変更[4]、本社社屋を新築し、本社を移転[2]。
  - 7月 - 株式会社ヨーロピアンハウス（1982年4月設立、愛知県刈谷市）、東建コーポレーション株式会社（1991年9月設立、本社名古屋市昭和区）を吸収合併[2]。
- 1993年（平成5年）7月 - 仲介専門店「ホームメイト」1号店を名古屋市名東区に「ホームメイト藤ヶ丘店」として新設[2]。
- 1994年（平成6年）5月 - 名古屋市昭和区に株式会社東通トラベルを設立(現在、名古屋市千種区に移転)[2]。(現・連結子会社)
- 1997年（平成9年）3月 - 日本証券業協会に株式を店頭登録[2]。
- 1998年（平成10年）3月 - 名古屋市昭和区に東建リーバ株式会社を設立[2]。
- 1999年（平成11年）
  - 1月 - 組織経営の効率向上を図るため、事業ブロック制組織を導入[2]。
  - 7月 - 取締役会の活性化、経営の効率化を目的とし、業務執行役員制度を導入[2]。愛知県刈谷市に東建リースファンド株式会社を設立（現在、名古屋市中区に移転）[2]。（現・連結子会社）
- 2002年（平成14年）
  - 3月 - 東京証券取引所、名古屋証券取引所の各市場第二部に同時上場[2]。
  - 8月 - 東建リーバ株式会社が中華人民共和国上海市に上海東販国際貿易有限会社を設立[2]。（現・非連結子会社）
- 2003年（平成15年）
  - 2月 - 三重県桑名郡多度町(現在、三重県桑名市)に東建多度カントリー株式会社を設立[2]。（現・連結子会社）
  - 6月 - 東京証券取引所、名古屋証券取引所の各市場第一部銘柄に指定[2]。
- 2004年（平成16年）
  - 9月 - 名古屋市中区丸の内に本社社屋を新築し、本社を移転[2]。
  - 11月 - 名古屋市中区に東建リゾート・ジャパン株式会社を設立[2]。（現・連結子会社）
  - 12月 - 東京都中央区に有限会社東建大津通A及び有限会社東建大津通Bを設立[2]。（現・連結子会社）
- 2005年（平成17年）
  - 2月 - 東京都中央区に有限会社東通千種タワーを設立[2]。（現・連結子会社）
  - 5月 - 東建リーバ株式会社がナスステンレス株式会社（現・ナスラック株式会社：連結子会社）を株式取得により子会社化[2][5]。
  - 9月 - 第29回定時株主総会の決議により決算期を4月30日に変更[2]。
- 2006年（平成18年）2月 - 名古屋市中区に東建ビル管理株式会社を設立[2]。（現・連結子会社）
- 2008年（平成20年）11月 - ナスラック株式会社が東建リーバ株式会社を吸収合併[2][6][7]。
- 2017年（平成29年）8月1日 - 東建本社丸の内ビル1階に「刀剣ワールド名古屋・丸の内」を開館[8]。
- 2018年（平成30年）4月16日 - 一般財団法人刀剣ワールド財団を設立[9]。
- 2023年（令和5年）12月8日 - 副社長の左右田善猛（左右田稔の次男）が代表取締役社長兼CEOに就任し、左右田稔は社長を退任して同社代表取締役会長となる[10][11][12]。
- 2024年（令和6年）5月 - 名古屋刀剣ワールド（名古屋刀剣博物館）の代表理事に代表取締役会長の左右田稔が就任。

## 主な事業
- リース建築（主に賃貸マンション、賃貸アパート、貸し店舗）事業
- 賃貸・仲介事業 - ホームメイト（直営店並びにFC店）
- マンスリーマンション事業

## 関連企業
- ナスラック
  - 上海東販国際貿易有限公司
- 東建多度カントリークラブ・名古屋
- 東通トラベル
- 東通エィジェンシー
- 東建リースファンド
- 東建ビル管理
- 東建リゾート・ジャパン
- 東建塩河カントリー倶楽部
- 東名商事（持株会社）

## 広告活動

### CM
- テレビは本拠地近辺である東海3県の民放5局（岐阜放送・三重テレビ放送を含む）を中心に放送されている他、東京キー局を中心に全国のテレビ局でも放送されているところがある。
- ラジオは東海ラジオやCBCラジオを中心に放送されている。

### 提供番組
テレビ
- ウェークアップ!ぷらす（読売テレビ制作・日本テレビ系）
- そこが知りたい 特捜!板東リサーチ（CBCテレビ）
- カルチャーSHOwQ〜21世紀テレビ検定〜（東名阪ネット6）
- ええじゃないか。（三重テレビ制作。東名阪ネット6と奈良テレビで放送されているが、三重テレビで放送される場合のみのスポンサー）
- ワクドキ!元気（三重テレビ）
- 空から日本を見てみよう（テレビ東京系）
- 所さんの学校では教えてくれないそこんトコロ!（同上）
- 出没!アド街ック天国（同上）
- 開運!なんでも鑑定団（同上）
- 情報プレゼンター とくダネ!（フジテレビ系列）
- 柔道日本! 〜ロンドンへの道〜（テレビ神奈川制作、東名阪ネット6で放送。一社提供。）

ラジオ
- 山本譲二の住まいるフレンド（東建が前身の「おしゃれハウス」から長年にわたり1社提供を行っている番組枠。東海ラジオ他）
- 東海ラジオ ガッツナイター（東海ラジオ）
- マイホームパパ（宮地佑紀生の聞いてみや〜ち・13時後半。月・水・金のみ）※提供告知は、番組内やタイムテーブル（『各社』と表記）では行われていない。
- CBCドラゴンズナイター（CBCラジオ）
- オールナイトニッポン MUSIC10 中村雅俊 出逢いに感謝（ニッポン放送）

その他広告
- バックネット裏回転式広告 - 東京ドーム・福岡Yahoo! JAPANドーム、ナゴヤドーム[注釈 1]

### CMキャラクター
公式サイト内のCMギャラリーを参照。※の付く人物はホームメイトのCM出演者。
現在
- 桐谷美玲 ※（2012年[13] - ）
- 石川さゆり（2022年 - ）

過去
- 藤田まこと（1994年 - 2007年）
- 山本譲二（1997年 - 2007年）
- 村口史子（1999年 - 2000年）
- 岸本ゆきえ ※（2000年）
- 村田真 ※（2000年）
- 新井裕子 ※（2001年 - 2002年）
- 酒井和歌子（2001年）
- 近野成美 ※（2002年）
- 古手川祐子（2002年）
- あやせ夏絵 ※（2003年）
- 細川たかし ※（2003年）
- 中村玉緒（2004年）
- 高松あい ※（2005年）
- 釈由美子 ※（2006年 - 2009年、ナスラックのCMも出演）
- 萬田久子（2008年 - 2014年）
- 戸田恵梨香 ※（2010年 - 2011年、企業CMも出演）
- 篠原信一（2010年）
- 山下泰裕（2010年）
- 菅原文太（2011年 - 2014年）
- 中村雅俊（2015年 - 2019年）
- 草刈正雄（2020年 - 2021年）

## その他
- 創業当時は愛知県刈谷市に社屋を置いていたが、2004年7月に現在の場所に移転した。
- 社長の左右田が柔道の黒帯を持つことなどから全日本柔道連盟とオフィシャルパートナー契約を締結しており[14]、最近では柔道関係の試合に広告などを出稿（金鷲旗高校柔道大会などの高校柔道にも出稿）している。また、柔道情報のポータルサイト「柔道チャンネル」の運営も行っている。
- ピカ写メなどのアプリをリリースしている。